# Farmingdale (Maine)
Farmingdale ist eine Town im Kennebec County des Bundesstaates Maine in den Vereinigten Staaten. Im Jahr 2020 lebten dort 2995 Einwohner in 1399 Haushalten auf einer Fläche von 29,91 km².

## Geografie
Nach dem United States Census Bureau hat Farmingdale eine Gesamtfläche von 29,91 km², von denen 29,11 km² Land sind und 0,8 km² aus Gewässern bestehen.

### Geografische Lage
Farmingdale liegt am Kennebec River, im Süden des Kennebec Countys. Der Kennebec River bildet die östliche Begrenzung der Town. Es gibt auf dem Gebiet von Farmingdale keine Seen, doch im Westen grenzen der Jimmie Pond und der Hutchinson Pond an. Die Oberfläche ist eben, ohne nennenswerte Erhebungen.

### Nachbargemeinden
Alle Entfernungen sind als Luftlinien zwischen den offiziellen Koordinaten der Orte aus der Volkszählung 2010 angegeben.
- Norden: Hallowell, 1,5 km
- Nordosten: Chelsea, 11,3 km
- Osten: Randolph, 8,6 km
- Südosten: Gardiner, 4,5 km
- Süden: West Gardiner, 5,5 km
- Westen: Manchester, 5,0 km

### Stadtgliederung
In Farmingdale gibt es zwei Siedlungsgebiete: Farmingdale und West Farmingdale.

### Klima
Die mittlere Durchschnittstemperatur in Farmingdale liegt zwischen −7,2 °C (19° Fahrenheit) im Januar und 20,6 °C (69° Fahrenheit) im Juli. Damit ist der Ort gegenüber dem langjährigen Mittel der USA um etwa 6 Grad kühler. Die Schneefälle zwischen Oktober und Mai liegen mit bis zu zweieinhalb Metern mehr als doppelt so hoch wie die mittlere Schneehöhe in den USA; die tägliche Sonnenscheindauer liegt am unteren Rand des Wertespektrums der USA.

## Geschichte
Europäische Einwanderer erforschten bereits sehr früh den Verlauf des Kennebec Rivers. Nach dem italienischen Entdecker Giovanni da Verrazanno der im Mai 1524 die Mündung des Kennebec Rivers erforsche, machte sich der Franzose Samuel De Champlain 1604 auf den Weg flussaufwärts, gefolgt vom Engländer George Weymouth im Jahr 1605. Das Gebiet gehörte zum Charta, die 1620 der Plymouth Company als Land-grant durch König Jakob I. gegeben wurde. Durch die Plymouth Company gelangte William Bradford im Jahr 1629 an Gebiete entlang des Kennebec Rivers, zu denen auch Farmingdale gehört. Später wurden diese Gebiete durch eine nachfolgende Gesellschaft in einzelne Parzellen geteilt. Am 3. April 1852 wurde Farmingdale als Town organisiert. Farmingdales erster Wirtschaftszweig war die Gewinnung und der Handel mit Eis.

### Einwohnerentwicklung
| Volkszählungsergebnisse – Town of Farmingdale, Maine | Volkszählungsergebnisse – Town of Farmingdale, Maine | Volkszählungsergebnisse – Town of Farmingdale, Maine | Volkszählungsergebnisse – Town of Farmingdale, Maine | Volkszählungsergebnisse – Town of Farmingdale, Maine | Volkszählungsergebnisse – Town of Farmingdale, Maine | Volkszählungsergebnisse – Town of Farmingdale, Maine | Volkszählungsergebnisse – Town of Farmingdale, Maine | Volkszählungsergebnisse – Town of Farmingdale, Maine | Volkszählungsergebnisse – Town of Farmingdale, Maine | Volkszählungsergebnisse – Town of Farmingdale, Maine |
| Jahr                                                 | 1800                                                 | 1810                                                 | 1820                                                 | 1830                                                 | 1840                                                 | 1850                                                 | 1860                                                 | 1870                                                 | 1880                                                 | 1890                                                 |
| ---------------------------------------------------- | ---------------------------------------------------- | ---------------------------------------------------- | ---------------------------------------------------- | ---------------------------------------------------- | ---------------------------------------------------- | ---------------------------------------------------- | ---------------------------------------------------- | ---------------------------------------------------- | ---------------------------------------------------- | ---------------------------------------------------- |
| Einwohner                                            |                                                      |                                                      |                                                      |                                                      |                                                      |                                                      | 896                                                  | 859                                                  | 789                                                  | 821                                                  |
| Jahr                                                 | 1900                                                 | 1910                                                 | 1920                                                 | 1930                                                 | 1940                                                 | 1950                                                 | 1960                                                 | 1970                                                 | 1980                                                 | 1990                                                 |
| Einwohner                                            | 848                                                  | 823                                                  | 819                                                  | 1044                                                 | 1197                                                 | 1449                                                 | 1941                                                 | 2423                                                 | 2535                                                 | 2918                                                 |
| Jahr                                                 | 2000                                                 | 2010                                                 | 2020                                                 | 2030                                                 | 2040                                                 | 2050                                                 | 2060                                                 | 2070                                                 | 2080                                                 | 2090                                                 |
| Einwohner                                            | 2804                                                 | 2956                                                 | 2995                                                 |                                                      |                                                      |                                                      |                                                      |                                                      |                                                      |                                                      |

## Kultur und Sehenswürdigkeiten

### Bauwerke
In Farmingdale wurden zwei Bauwerke unter Denkmalschutz gestellt und ins National Register of Historic Places aufgenommen.
- Das Peter Grant House wurde 1976 unter Denkmalschutz gestellt und unter der Register-Nr. 76000096[9]
- Das Capt. Nathaniel Stone House wurde 2003 unter Denkmalschutz gestellt und unter der Register-Nr. 03000292[10]

## Wirtschaft und Infrastruktur

### Verkehr
Die Interstate 95 verläuft zentral in nordsüdlicher Richtung durch Farmingdale. Sie verbindet Farmingdale mit Augusta im Norden und Portland im Süden. Parallel zum Kennebeck River, ebenfalls in nordsüdlicher Richtung verläuft der U.S. Highway 201 durch Farmingdale.

### Öffentliche Einrichtungen
Es gibt keine medizinischen Einrichtungen oder Krankenhäuser in Farmingdale. Die nächstgelegenen befinden sich in Hallowell, Gardiner und Augusta.
In Farmingdale befindet sich keine Bücherei, die nächstgelegenen sind in Augusta, Hallowell und Gardiner.

### Bildung
Farmingdale gehört gemeinsam mit Dresden, Hallowell, Monmouth und Richmond zum Regional School Unit 2.
Farmingdale unterhält gemeinsam mit Hallowell drei Schulen:
- Hall-Dale Elementary School, Pre-Kindergarten bis zum 5. Schuljahr in Hallowell
- Hall-Dale Middle School 6. bis 8. Schuljahr in Farmingdale
- Hall-Dale High School 9. bis 12. Schuljahr in Farmingdale

## Persönlichkeiten

### Persönlichkeiten, die vor Ort gewirkt haben
- Elbert D. Hayford (1872–1947), Politiker, Maine State Auditor